# Pessano con Bornago
Pessano con Bornago là một đô thị ở tỉnh Milano, vùng Lombardia của Italia, khoảng20 km về phía đông bắc của Milano. Tại thời điểm ngày 31 tháng 12 năm 2004, đô thị này có dân số 8.718 và diện tích là 6,6 km².
Pessano con Bornago giáp các đô thị: Cambiago, Caponago, Gessate, Carugate, Gorgonzola, Bussero.